# ایشتریاکوو
ایشتریاکوو (انگلیسی: Ishteryakovo) یک شهرک در شهرستان ایلیشفسکی استان باشقیرستان کشور روسیه است.